# Margarita Báez Romero
Margarita Báez Romero es una militante que durante la dictadura de Alfredo Stroessner, entre 1954 y 1989, fue brutalmente torturada y perseguida. Ella militaba en el Partido Comunista Paraguayo . 

## Dictadura de Stroessner
María Margarita Báez Romero estaba participando en ese entonces del más relevante proceso de reorganización del Partido Comunista Paraguayo (pro- chino). El sector en el que ella militaba era liderado por un legendario político de izquierda, Oscar Creydt, quien comandó por décadas al PCP, pero quien después de la división partidaria, pasó a liderar el sector denominado “pro-chino”, haciendo alusión a su adhesión a las teorías del también legendario líder izquierdista chino, Mao Tse Tung.
Esta precisión es doblemente importante, pues:
Uno) En 1975 había sido desarticulado casi por completo el Partido Comunista Paraguayo (pro-soviético), que desde años atrás apostaban a reorganizarse en el país.
Dos) Los años 70, desde el 74, sobre todo, se caracterizaron por ser especialmente represivos. Habían desarticulado varias organizaciones: Ejército Popular Revolucionario, EPR, Movimiento Paraguayo de Liberación, MOPAL, Partido Comunista Paraguayo (pro soviético), PCP, Organización Primero de Marzo, OPM, Partido Obrero Revolucionario Armado, PORA.
Resumiendo: en un marco esencialmente represivo, el PCP pro-chino venía realizando esfuerzos por reorganizarse en el Paraguay, lo que de por sí era altamente significativo; era expresión de mucho coraje. Y sin desmerecer a ninguno de sus integrantes, pocas dudas existen sobre que María Margarita –pieza esencial en el proceso de reorganización partidaria– fue la muestra más clara de coraje y bravura. Esto templó a muchos militantes de izquierda y era motivo de fundado orgullo de sus compañeros más directos.
¿Por qué no la mataron? Porque su detención se dio en un marco internacional por entero renovado, en que los Estados Unidos de América promovían la redemocratización de los países de América Latina, en el marco de lo que ellos mismos denominaron “la política de los Derechos Humanos”.
Una coyuntura favorable, un suceso histórico de peso, salió al encuentro de María Margarita para tenderle un puente de vida.

### Segunda mutilación
Ella se encontraba en libertad, justamente, cuando hacia fines de 1977 resultó detenido su compañero, su amado compañero, Gumercindo Brítez Coronel, también miembro del Comité Central del Partido Comunista Paraguayo (pro-chino), militante hecho de la misma madera de que había sido hecha María Margarita.
Gumercindo Britez Coronel (“Del PCP – que no habla”), recuperó su libertad en 1978, en el marco del proceso de desmontaje del Campo de Concentración de Emboscada, que expresaba la reculada del stronismo ante las crecientes presiones internacionales, que exigían mayores libertades públicas, menos torturas y abusos.
De inmediato, el militante se sumó a las luchas de los activistas de la Juventud Paraguaya por los Derechos Humanos, JPDH, que reclamaban la liberación de todos los presos políticos. A poco de salir en libertad, Gumercindo, esposo de María Margarita, estaba acompañando con todas sus energías la campaña “Por una Navidad sin Presos ni Desaparecidos”.
En julio de 1979, se sumó de lleno al júbilo juvenil que despertara el derrocamiento del general Anastacio Somoza en Nicaragua. Entre octubre y noviembre, Gumercindo acompañó al carismático líder campesino Victoriano Centurión, llamado a liderar pocos meses después un alzamiento campesino que terminaría en tragedia.
El 7 de marzo de 1980, veinte campesinos salieron de la colonia Acaray-mí y tomaron por asalto un ómnibus que trasportaba pasajeros. Los comandantes fueron Victoriano Centurión y Gumercindo Britez. El 11 de marzo, en el marco del enfrentamiento con tropas de las Fuerzas Armadas, Gumercindo Britez fue muerto de manera cobarde, pues conforme diversos testimonios fue tomado prisionero vivo.
María Margarita sufrió de nuevo una gran pérdida; la de su amado compañero, el hombre con quien había compartido las mayores alegrías y con quien había planeado los más audaces sueños.

### Testimonio fundamental
Se reproduce íntegramente el testimonio de María Margarita Báez Viuda de Britez, presentado ante un juez, en el que la prisionera política describe de manera escalofriante por lo que tuvo que pasar en manos de los agentes de la Policía Política del general Alfredo Stroessner:
El 16 de febrero de 1982 fui secuestrada en la vía pública por cuatro policías vestidos de civil, quienes me amordazaron, me encapucharon y esposaron, para conducirme al Departamento de Investigaciones en un vehículo particular, sin señas oficiales. Sin conocer las acusaciones que pesaban sobre mí he sido llevada directamente junto al jefe de esta repartición policial, quien luego de cerciorarse de mi identidad ordenó de esta manera:
-Háganle lo que quieran, descuartícenla.
(…) Luego me colocaron de cara a la pared y quince minutos después el comisario inspector y torturador Lucilo Benítez me vendó los ojos, y esposada los brazos hacia atrás me conduce a otro edificio, en una de las habitaciones de los Oficiales, donde actualmente funciona el Casino de los Policías. Una vez allí fui colgada por la reja de una ventana de hierro, en el sol...
Fui mantenida así durante seis días (esto pude comprobar escuchando las campanadas de la Catedral, que se oía desde allí) sin comida y despierta (para el efecto me derramaban constantemente agua helada). Una vez por día me bajaban para practicarme otras torturas, consistente en quemarme las manos y otras partes del cuerpo, posiblemente con brasero, golpes en la cara y en los senos.
En el sexto día me bajaron un piso abajo. Ahí fui atada y colocada en posición fetal. Percibí el funcionamiento de un aparato que despedía gas, que congelaba hasta mis huesos, dejándome en un estado de adormecimiento. En ese estado me inyectaron una sustancia en la columna vertebral, que por sus efectos posteriores, no podía tratarse de otra cosa que de una droga.
Durante mi permanencia en esa habitación (48 días en total) venía verme el Director de Política y Afines, el comisario general Alberto Cantero, quien me exigía que le firmara unos papeles que posteriormente serían mi supuesta declaración. Ante mi negativa a esto, continuaban los tormentos físicos y psicológicos.
Las torturas psicológicas consistían en traer y mostrarme una tabla, diciéndome:
-A esta tabla te vamos a atar más tarde para tirarte al río Paraguay.
Y que traerían también a mis hermanos para torturarlos…
Habiendo transcurrido doce días en aquella habitación llegaron ante mí nueve militares, cuyas identidades desconozco, quienes se burlaban del estado físico en que me encontraba.
El 3 de abril fui llevada esposada a un calabozo y mantenida allí hasta el 27 de mayo. Allí recibí continuamente amenazas de ser nuevamente torturada y que me dejarían en ese lugar por muchos años.
En esa situación de incertidumbre, sin comunicación, me he visto obligada a realizar una huelga de hambre que duró diez días, reclamando ser trasladada a otro sitio donde pudiera ejercer mi derecho a la defensa y a la réplica ante las acusaciones de la Policía.
El 28 de mayo fui trasladada a la Guardia de Seguridad, donde también permanecí incomunicada.
Las consecuencias de estas torturas físicas y psicológicas son innumerables. Lo más destacable han sido las alucinaciones visuales y auditivas, trastornos motores, fuertes dolores de cabeza y de la columna vertebral, adormecimiento del cuerpo, taquicardia, problemas de presión arterial, etc., como efecto de la sustancia que me ha sido inyectada en el Departamento de Investigaciones.
Su vivienda, que fue allanada seis días después de su secuestro, sin orden judicial, que se encuentra aún ocupada por la Policía y posiblemente saqueada, como se ha hecho en otras casas. Entonces dijo: Le solicito, señor Juez, el desalojo del Policía que ocupa mi vivienda para poder así disponer de ella.

## Informes
En un informe del Departamento de Investigaciones, de setiembre de 1976, consta que se encontraba recluida María Margarita Báez, sospechada de pertenecer al Partido Comunista Paraguayo, PCP, pero “que no habla”.
En rigor, María Margarita hablaba fluidamente, pero en el lenguaje de la Policía Política se quería resaltar que no colaboraba, que no cooperaba, que no accedía a entregar informaciones. De hecho, tal como refieren varios testimonios del período, María Margarita había asumido el comportamiento de una heroína ante los que la interrogaban, con lo que preservó la vida y la integridad de todos sus compañeros. Así, el interrogatorio de la misma consistió en el siguiente diálogo:
Policía: ¿Dónde usted está viviendo?
María Margarita: Vivo en la calle, no tengo casa.
P: ¿Pero dónde duerme?
M M: Duermo donde me toma la noche, en los corredores, en las veredas.
No hace falta realizar esfuerzo alguno para imaginar la bronca que despertaba en los interrogadores este tipo de respuestas. Y la bronca llevaba al castigo sin freno, a torturas inenarrables, que no conseguían doblar, quebrar la voluntad de la militante de alma, dispuesta a dar la vida, si fuera necesario, antes que “entregar informaciones al enemigo”.
María Margarita fue brutalmente torturada. Pero lo que mayor ira desencadenó en los agentes policiales fueron sus respuestas con respecto al embarazo. Ella había sido detenida con meses de embarazo; un embarazo visible, que ella cultivaba en silencio, soñando con lo que vendría a ser su criatura.
Policía: ¿De quién estás embarazada?
María Margarita: De un soldadito, un marinero, al que conocí en las cercanías del Puerto, me gustó y me acosté con él, sin suponer que podía quedar embarazada.
P: ¿Cómo se llama el marinero, cómo lo encontramos?
M M: No tengo la menor idea. Yo apenas lo vi. y me gustó; no le pregunté su nombre, ni dónde vivía… No tengo la más mínima idea sobre cómo se lo podría encontrar…
Nunca antes la Policía Política del general Alfredo Stroessner se había enfrentado a tan poderoso adversario, a tan temible mujer. Nada dolía ni podía doler más a un torturador que la negativa del prisionero o prisionera a cooperar. Para más, se sumaron dos hechos altamente negativos para los torturadores, por lo general excesivamente machistas. La que marcaba el paso del proceso de investigación policial.
Los represores montaron en cólera y se ensañaron con María Margarita, quien en el contexto de las interminables torturas perdió a su hijo. Nada le dolió tanto como eso; ni el látigo, ni la picana, ni la pileta,…, la pérdida del ser más querido representó algo mucho más doloroso que una simple mutilación. Fue mutilada de hecho, pero de modo múltiple y miserable: le arrancaron la vida que portaba dentro de su propio vientre, la de la persona que aún antes de nacer ya había aprendido a amar.
El 28 de setiembre María Margarita fue trasladada al Campo de Concentración de Emboscada, de donde poco después saldría en libertad, en el marco del acto de despedida más emotivo que hasta entonces se viviera en la prisión. Una sonrisa nerviosa y lágrimas irrefrenables acompañaron a María Margarita, mientras que decenas de prisioneros cantaban para ella, acompañados por Arnaldo Llorenz, quien ejecutaba la guitarra.
Fue un tributo muy simple, por cierto, pero una demostración de cariño sincero y de profundo respeto, por haber señalado a sus contemporáneos y a las generaciones futuras de militantes cómo se comportó una mujer valiente ante los criminales.

## Libros
- Libro de Margarita Báez.